# Devanur, Nanjangud
Devanur là một làng thuộc tehsil Nanjangud, huyện Mysore, bang Karnataka, Ấn Độ.